# 安昌河
安昌河，又名安昌江，是中华人民共和国四川省境内的河流，流经绵阳市下的北川羌族自治县、安州区、涪城區等，是涪江的一条支流，發源於龍門山地，於綿陽市區注入涪江，長度76.24公里。作家安昌河（本名何長安，四川安縣人）的筆名即以此河命名。